# Norman Stevenson
Norman Lang Stevenson (11. studenog 1875. — 1967.) je bivši škotski hokejaš na travi. 
Osvojio je brončano odličje na hokejaškom turniru na Olimpijskim igrama 1908. u Londonu igrajući za Škotsku. 

## Vanjske poveznice
- Profil na databaseOlympics
- Profil na Sports Reference.com  Arhivirana inačica izvorne stranice od 24. listopada 2012. (Wayback Machine)